# Karapiti
Karapiti (of, zoals het meestal wordt genoemd Craters of the Moon), is een gebied met geothermische activiteit ten noorden van Taupo, op het Noordereiland van Nieuw-Zeeland.
Het gebied heet in het Engels voluit: "Craters of the Moon Thermal Area" (het thermisch gebied van de Kraters van de Maan). De naam "Karapiti" is Māori.
Het gebied maakt deel uit van Wairakei. Dat is het grootste geothermische veld ("geothermical field") van Nieuw-Zeeland, met een oppervlakte van ca. 25 km2. Wairakei ligt in het Vulkanisch gebied Taupo (Taupo Volcanic Zone, TVZ).
De Engelse naam, die het gebied nog niet zo heel lang draagt, heeft te maken met de kraters van hydrothermale oorsprong. Die kraters zijn voor een deel onbegroeid en hebben bijzondere kleuren. Bovendien ontwikkelt zich in het gebied veel stoom. Men zou kunnen zeggen dat er een enigszins "onaardse" sfeer hangt.
De kraters zijn van betrekkelijk recente oorsprong en het gevolg van menselijke activiteit in de omgeving.
Het gebied wordt beheerd door het Department of Conservation, met ondersteuning door vrijwilligers van de Craters of the Moon Trust.

## Geschiedenis
In 1859 reisde Ferdinand von Hochstetter, een Oostenrijkse geoloog door de omgeving. Hij meldde een kolossale stoomkolom, die ontsnapte aan de Karapiti Fumarole (Blow hole). Die kolom was over een afstand van 20 km zichtbaar. Hij kon er moeilijk dichtbij komen, omdat in de wijde omtrek overal uit de bodem stoom ontsnapte en de grond warm en zacht was. In het begin van de 20e eeuw was deze grote fumarole een toeristische attractie, alhoewel hij enigszins in de schaduw stond van de vlakbijgelegen Wairakei Geyser Valley. Toeristen bezochten de fumarole veelal 's avonds. Een "Reisimpressie" uit 1927 waarin de Karapiti Fumarole "de veiligheidsklep van het Noordereiland" genoemd wordt:
"Na het diner (dat om 6 uur werd opgediend) namen we plaats in de wagen die ons naar Karapeeti (the safety valve of the North Island) en de "Huka" watervallen bracht.
Karapeeti Blowhole is een hoeveelheid superheet stoom met een druk van ca. 180 lbs. per vierkante inch, die ontsnapt uit een opening van 2 x 1 voet. De gids stak een zak aan, die gedrenkt was in kerosine, zodat de bezoekers de ontsnappende stoom in het donker konden zien. Nadat de zak voor een deel was opgebrand, prikte hij hem aan een stok en schudde de brandende stukken in het spuitgat. Die gingen onmiddellijk in de stoomkolom omhoog en leverden een eigenaardig vuurwerk. De vonken bleven branden, doordat het superhete, of droge stoom betreft. Deze fumarole heeft volgens de Māori-traditie de laatste 200 jaar constant gespoten. Vroeger gebruikten de Maori hem als een baken om de weg te vinden op het Taupomeer, 6 mijl verderop."
Een informatie-folder van de Nieuw-Zeelandse spoorwegen uit 1940 spreekt over het "Inferno van Karapiti".
In 1950 is de activiteit in het gebied aanzienlijk verminderd, alhoewel er nog wel veel warme klei werd gevonden en kleine stukjes hete grond en modderpoelen. "De Karapiti Blowhole was nog wel indrukwekkend, maar toch veel minder krachtig dan in de tijd van Hochstetter."
Een zeer grote verandering in het gebied voltrok zich toen in de vijftiger jaren van de twintigste eeuw de Wairakei elektriciteitscentrale (150 MW) werd gebouwd, ongeveer 2 km ten noorden van Karapiti. Dit was een geothermische centrale, waarvoor diep in de aarde gaten werden geboord, waarlangs hete stoom en heet water naar boven kwamen. Daardoor verminderde de druk in het heetwatersysteem onder het aardoppervlak.
Sindsdien zijn de geisers van de Wairakei Geyser Valley geheel verdwenen, maar nam de warmte-afgifte in het gebied van Karapiti enorm toe. Als gevolg daarvan vonden veel hydrothermische uitbarstingen plaats, waardoor de kraters gevormd werden.
In 1950, was de totale warmte-afgifte in Karapiti ca. 40 MW (megawatt). In 1958 was dit toegenomen tot ca. 90 MW. In 1964 tot 420 MW. Na 1964 nam de afgifte weer af tot ca. 220 MW in 1979. De meest recente schatting in 2000 komt op ca. 200 MW.
De warmte-afgifte van de Karapiti Fumarole had eenzelfde verloop. Die was 12 MW in 1950, nam toe tot maximaal 38 MW halverwege de zestiger jaren, en daalde daarna tot ca. 7 MW in 1978. In 1987 gaf de fumarole helemaal de geest.

## Bijzonderheden van Karapiti (Craters of the Moon)

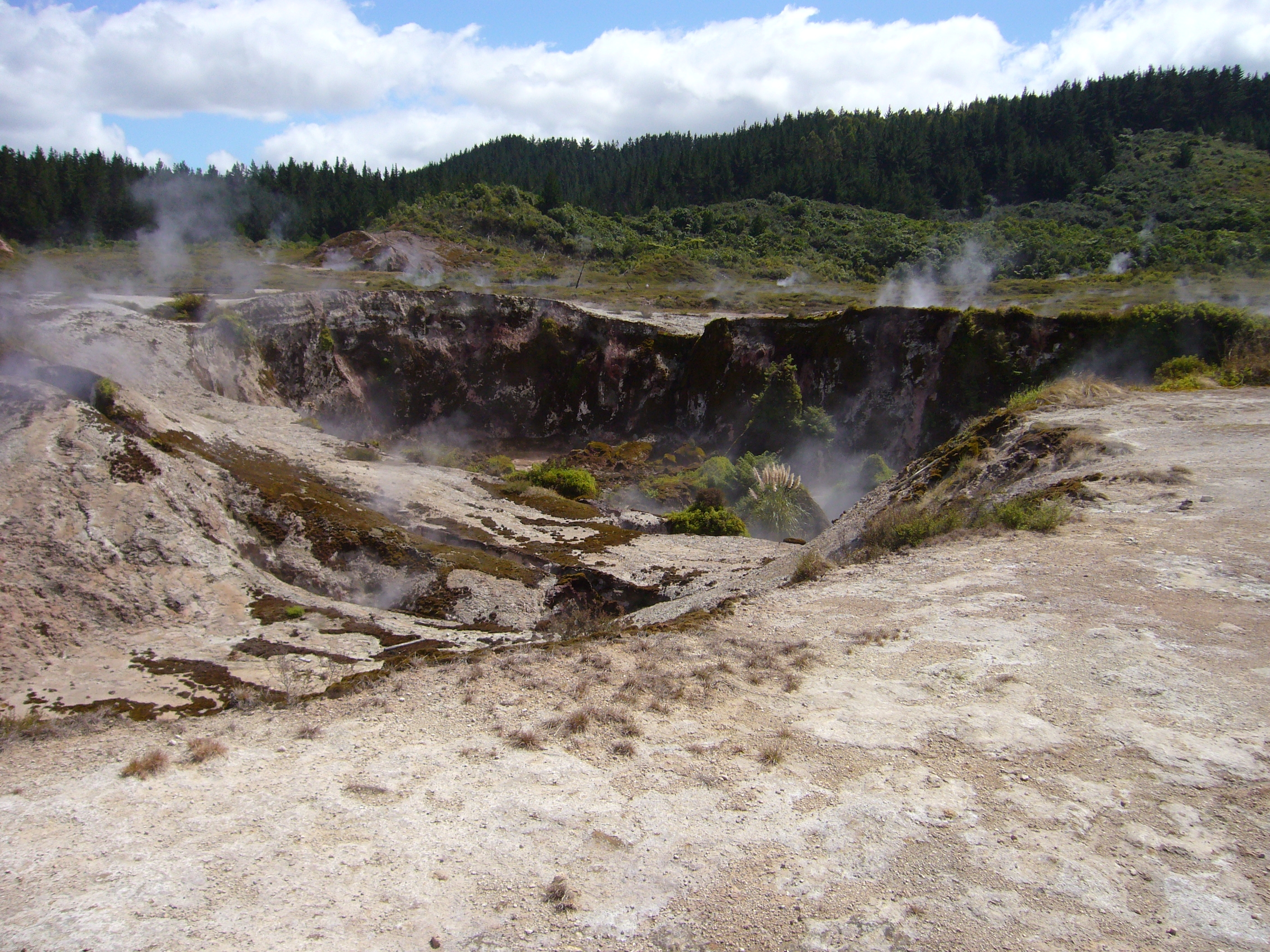
Krater die ontstaan is door een geothermische uitbarsting

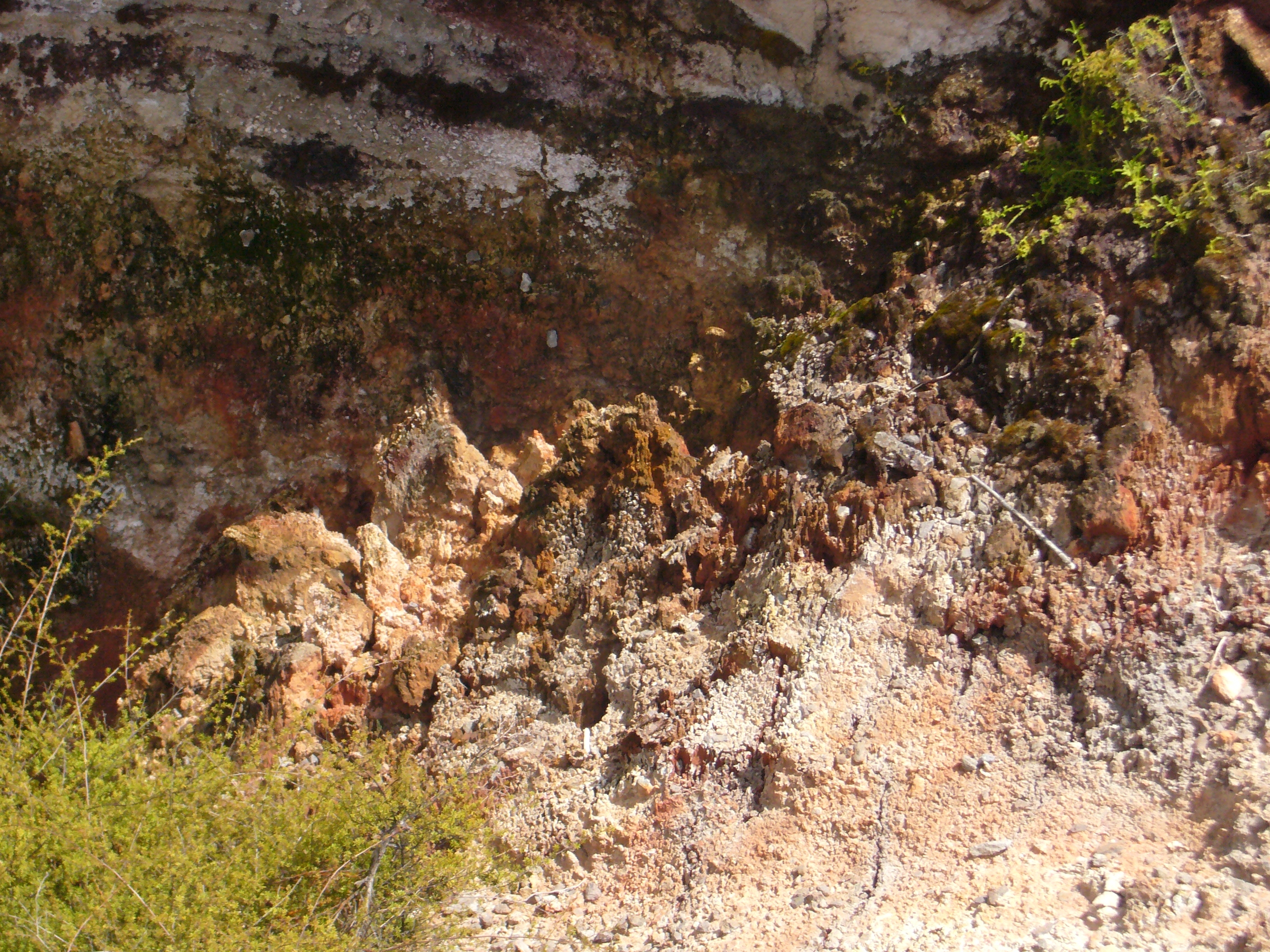
Felle kleuren langs de kraterrand

Karapiti is een terrein met een oppervlakte van 36 ha. hete grond. Het ligt gemiddeld op een hoogte van 435 m. Er zijn – vanzelfsprekend – kraters, maar ook fumaroles ("blowholes") en een modderpoel. De vegetatie van Craters of the Moon is zeer ongewoon.

### De kraters
Alle kraters zijn ontstaan door hydrothermische uitbarstingen. Wanneer de stoomdruk onder het aardoppervlak het gewicht van de grond erboven overtreft, kan een uitbarsting optreden. Daarbij wordt een mengsel van heet water, stoom, hete modder en puimsteen de lucht in geblazen. Dat kan 100 m hoog gaan, en holen en kraters tot 20 m diep achterlaten. Dergelijke hydrothermische uitbarstingen komen ongeveer één keer per jaar voor.

### Fumarolen
De openingen in het aardoppervlak, waarlangs stoom en gassen ontsnappen, heten fumarolen. Ze kunnen een doorsnee hebben van een centimeter, maar ook van een halve meter.
In december 1967 werd de krachtigste fumarole op Karapiti waargenomen, met een warmte-afgifte van 116 MW.

### Modderpoel
Momenteel bevindt zich in slechts één krater een modderpoel. Hier reageren gassen (voornamelijk H2S) met water, waardoor zwavelzuur wordt gevormd. Dit reageert met de rotsen. Dan vormt zich klei. Als er water aanwezig is, ontstaat een grijs gekleurde modderpoel "die bubbelt en plopt als stoom en gas erdoor ontsnappen".

### Vegetatie
Omdat veel grond in Craters of the Moon warm of heet is, heeft zich een heel bijzondere vegetatie ontwikkelt. Slechts weinig soorten hogere planten verdragen de hitte. Eén daarvan is de vlakliggende Kānuka, een variëteit van de Kānuka (Kunzea ericoides var. microflora). Er komen in het gebied verschillende soorten varens en mossen voor die normaal alleen in de tropen groeien of in een warm en vorstvrij klimaat.

## De toegang tot Craters of the Moon
Craters of the Moon is het gehele jaar voor bezoekers geopend. 4 km. ten noorden van Taupo takt de Karapiti Road af van de State highway 1/5. Er bevindt zich bij de ingang van het gebied een parkeerplaats en een informatiekiosk. Er wordt sinds 2008 entree geheven (voor die tijd was het gebied gratis toegankelijk).
Er is een wandelroute aangelegd, die rolstoeltoegankelijk is. De wandeling kan in 45 minuten worden afgelegd. Een wat steiler rondje, van 20 minuten, leidt naar een uitzichtpunt.
Karapiti is een uiterst dynamisch gebied. De grond is er voortdurend in beweging. De gassen die uit de grond komen zijn soms giftig, en de temperatuur van de grond rond de fumarolen kan soms gevaarlijk hoog worden. Paden en plankiers moeten daarom af en toe verplaatst worden.

## Craters of the Moon Trust
In 1991 besloot Jeremy Nash, een plaatselijk advocaat, vrijwilligers te gaan werven om een einde te maken aan de auto-inbraken op de afgelegen parkeerplaats. Zij vormden de Craters of the Moon Trust. In dat jaar werd ook een eerste kiosk gebouwd. In 2000 werd een grotere informatiekiosk geopend.

## Voetnoten
1. 1 2  Mongillo 2003, p. 2
2. ↑  Alle oudere reisverslagen zijn Engelstalig (zie het artikel op de Engelstalige wikipedia). In de collectie van de Alexander Turnbull Bibliotheek in Wellington bevindt zich een oude. foto van toeristen bij de fumarole
3. ↑  Grapes, W.H.H. (1927) - Impressions of a Trip from Rotorua to the Wairakey Valley – (Concluded); in The New Zealand Railways Magazine, Vol. 1, Issue 9 (25 February 1927). Engelse tekst op het New Zealand Electronic Text Centre (NZETC)
4. ↑  Wonderful Wairakei
5. ↑  Mongillo 2003, p. 3
6. ↑  Given 1980, p. 2
7. ↑  Mongillo 2003, p. 5
8. ↑  Mongillo 2003, p. 6
9. ↑  Given 1980